# Cantagalo (Rio de Janeiro)
Cantagalo is een gemeente in de Braziliaanse deelstaat Rio de Janeiro. De gemeente telt 19.390 inwoners (schatting 2022).

## Aangrenzende gemeenten
De gemeente grenst aan Carmo, Cordeiro, Duas Barras, Itaocara, Macuco, Santo Antônio, São Sebastião, Estrela Dalva (MG) en Pirapetinga (MG).

## Geboren
- Euclides da Cunha (1866-1909), schrijver en journalist